# Antrodiaetus
Antrodiaetus es un género de arañas migalomorfas de la familia Antrodiaetidae. Se encuentra en Estados Unidos, Canadá y Japón.

## Especies
Según The World Spider Catalog 11.5:
- Antrodiaetus apachecus Coyle, 1971
- Antrodiaetus ashlandensis Cokendolpher, Peck & Niwa, 2005
- Antrodiaetus cerberus Coyle, 1971
- Antrodiaetus coylei Cokendolpher, Peck & Niwa, 2005
- Antrodiaetus effeminatus Cokendolpher, Peck & Niwa, 2005
- Antrodiaetus gertschi (Coyle, 1968)
- Antrodiaetus hadros (Coyle, 1968)
- Antrodiaetus hageni (Chamberlin, 1917)
- Antrodiaetus lincolnianus (Worley, 1928)
- Antrodiaetus metapacificus Cokendolpher, Peck & Niwa, 2005
- Antrodiaetus microunicolor Hendrixson & Bond, 2005
- Antrodiaetus montanus (Chamberlin & Ivie, 1935)
- Antrodiaetus occultus Coyle, 1971
- Antrodiaetus pacificus (Simon, 1884)
- Antrodiaetus pugnax (Chamberlin, 1917)
- Antrodiaetus riversi (O. Pickard-Cambridge, 1883)
- Antrodiaetus robustus (Simon, 1891)
- Antrodiaetus roretzi (L. Koch, 1878)
- Antrodiaetus stygius Coyle, 1971
- Antrodiaetus unicolor (Hentz, 1842)
- Antrodiaetus yesoensis (Uyemura, 1942)

## Publication originale
- Ausserer, 1871: Beiträge zur Kenntniss der Arachniden-Familie der Territelariae Thorell (Mygalidae Autor). Verhandllungen der Kaiserlich-Kongiglichen Zoologish-Botanischen Gesellschaft in Wien, vol.21, p.117-224.